# Isidore Denizot
Pour les articles homonymes, voir Denizot.
Isidore Denizot, né le 4 avril 1830 à Saint-Benoit-du-Sault (Indre) et mort le 4 décembre 1891 à Paris, est un homme politique français.

## Biographie
Licencié es sciences, il est professeur à la Roche-sur-Yon, puis notaire à Bourges, à Châteauroux puis enfin à Poitiers. Maire de Poitiers en 1888 et député de la Vienne de 1889 à 1891, siégeant sur les bancs républicains.

## Sources
- « Isidore Denizot », dans le Dictionnaire des parlementaires français (1889-1940), sous la direction de Jean Jolly, PUF, 1960 [détail de l’édition]